# Andorra i olympiska vinterspelen 1976
Andorra deltog i olympiska vinterspelen 1976. Andorras trupp bestod av 5 män.

## Resultat

### Alpin skidåkning
- Störtlopp herrar
  - Antoine Crespo - 54
  - Carlos Font - 62
  - Xavier Areny - DNF

- Storslalom herrar
  - Carlos Font - 48
  - Antoine Crespo - DNF
  - Esteve Tomas - DNF
  - Xavier Areny - DNF

- Slalom herrar
  - Carlos Font - 38
  - Xavier Areny - DNF
  - Antoine Crespo - DNF
  - Antoni Naudi - DNF